# Purga de tabaco
La purga de tabaco se refiere a la preparación y uso ritual tradicional en la amazonía peruana de tabaco (Nicotiana rustica, también llamado «mapacho») como decocción líquida para hacer uso de sus propiedades eméticas. La purga de tabaco muchas veces se realiza como actividad previa a las ceremonias de ayahuasca (decocción de las plantas Banisteriopsis caapi y Psychotria viridis), con el objetivo de llevar a cabo una limpieza física, emocional y energética, la mañana del día anterior y en ayunas.

## Importancia cultural
La purga de tabaco forma parte del sistema tradicional de salud de los pueblos de Sudamérica, al igual que otras formas de preparación y uso de tabaco (tanto Nicotiana tabacum como Nicotiana rustica) como la inhalación en rapé, el lamido del ambil, el mascado de las hojas, la singada o el fumado en pipa.
Al prepararse como una decocción, la purga de tabaco se diferencia del zumo de tabaco preparado como una infusión con las hojas frescas de tabaco por los pueblos tradicionales del escudo guayanés como los akawayo y caribes del río Barima. En este contexto, para preparar el zumo como parte de sus ritos de iniciación, los aprendices de chamán van a buscar las hojas de tabaco a lugares distantes en lugar de obtenerlos de sitios cercanos.

## Administración
El ritual de purga se realiza por lo general en ayunas y en las mañanas, con una duración de 3 a 6 horas. La cantidad que se administra se realiza sobre la base de la experiencia que tiene el especialista en tabaco (idealmente un maestro tabaquero, en asháninka:sheripiári, en machiguenga: serip’igari) y las características y condiciones de cada persona (complexión física, peso, edad, estado físico, sensibilidad e historial médico). Asimismo, es sumamente importante el acompañamiento y seguimiento del proceso de las personas durante los días inmediatos a la sesión de purga.

### Farmacología
Es sumamente importante que el proceso de elaboración de la decocción de tabaco sea realizado de acuerdo a las formas tradicionales y en un contexto ritual. La nicotina, un compuesto orgánico volátil, es el alcaloide principal en la planta del tabaco y estudios recientes sugieren que la dosis letal mínima va de 500 a 1000 mg de nicotina pura en adultos. La especie de tabaco utilizada para la purga, Nicotiana rustica (o 'mapacho'), contiene 9% de nicotina en sus hojas (secas), una cantidad mayor que la especie Nicotiana tabacum la cual contiene en promedio 3% de nicotina en hojas. En teoría, si una hoja seca de mapacho pesa en promedio 53 gr (Nicotiana rustica var. gigantea), la cantidad de nicotina presente sería de 4.77 gr, cuatro veces más que la dosis letal, por lo que la forma de preparación de la decocción y el cuidado durante la toma son críticos:

La preparación de la bebida debe realizarse el mismo día de la purga y se procede con una decocción en agua de una cantidad muy precisa de la planta de tabaco curado, especie Nicotiana rustica, teniendo especial cuidado en la dosis de la planta que se utiliza por persona y el tiempo de decocción, que deben ser muy exactos para obtener los resultados buscados y evitar complicaciones o efectos indeseados.
Puig Domenech (2008)

## Contraindicaciones, riesgos y precauciones
Esta forma de uso requiere ser conducida por personas preparadas durante años y herederas de una tradición milenaria en contextos en donde se minimicen los riesgos de un efecto negativo que puede terminar en la muerte.
Este método tiene una contraindicación absoluta para mujeres embarazadas, personas con problemas cardiovasculares, hipotensión crónica, personas de edad avanzada o con un estado frágil de salud. Dado que las personas muchas veces no tienen conocimiento de ciertas dolencias que poseen, existe la posibilidad que una persona aparentemente saludable pueda fallecer. El 2015 en Perú, se tuvieron dos incidentes fatales relacionados con las purgas de tabaco:
- El 17 de enero en Puerto Maldonado, la canadiense Jennifer Logan (32) falleció luego de una purga de tabaco mientras iba en camino al hospital.[23] La autopsia estableció que la causa fue un edema pulmonar, por la acumulación de líquidos en sus vías respiratorias.[24][25]
- El 3 de septiembre en Iquitos, el neozelandés Matthew Dawson-Clarke (24) fue encontrado muerto en su habitación al día siguiente de haber realizado una purga de tabaco.[26]